# Lychnocystis
Lychnocystis is een geslacht van sponsdieren uit de klasse van de Hexactinellida.

## Soort
- Lychnocystis superstes (Schmidt, 1880)